# Koos Issard
Jacobus ("Koos") Issard (Hilversum, 28 februari 1971) is een voormalig Nederlands waterpolospeler.
Issard nam tweemaal deel aan de Olympische Spelen, in 1992 en 1996. Hij eindigde met het Nederlands team op de negende (1992) en tiende (1996) plaats.
Marc van Belkum · 
Bert Brinkman · 
Arie van de Bunt · 
Robert Havekotte · 
Koos Issard · 
John Jansen · 
Gijs van der Leden · 
Harry van der Meer · 
Hans Nieuwenburg · 
Remco Pielstroom · 
John Scherrenburg · 
Jalo de Vries · 
Jan Wagenaar
Arie van de Bunt · 
Gert de Groot · 
Arno Havenga · 
Koos Issard · 
Bas de Jong · 
Niels van der Kolk · 
Marco Kunz · 
Harry van der Meer · 
Hans Nieuwenburg · 
Joeri Stoffels · 
Eelco Uri · 
Wyco de Vries